# Durchschlagfestigkeit
Die Durchschlagfestigkeit (auch Durchschlag- / Durchbruchfeldstärke, (di)elektrische Festigkeit) eines (dielektrischen) Isolierstoffes mit definierter Dicke ist diejenige elektrische Feldstärke, welche in ihm höchstens herrschen darf, ohne dass es zu einem Spannungsdurchschlag (Lichtbogen oder Funkenschlag) kommt.
Ihr Wert ist von verschiedenen Faktoren abhängig und daher keine Materialkonstante.

## Definition und Einheit
Die elektrische Feldstärke {\displaystyle E_{\mathrm {d} }}, bei welcher sich in einem (dielektrischen) Isolierstoff aufgrund des Anstieges der elektrischen Leitfähigkeit ein elektrisch leitender Pfad („Spannungsdurchschlag“) bildet, wird als Durchschlagfestigkeit bezeichnet.
Sie berechnet sich aus der (experimentell beobachteten) Durchschlagspannung {\displaystyle U_{\mathrm {d} }} bezogen auf die Dicke {\displaystyle d} der Isolation:
{\displaystyle E_{\mathrm {d} }={\frac {U_{\mathrm {d} }}{d}}}.
Speziell bei Gasen wird statt der Dicke auch der Elektrodenabstand bzw. die Schlagweite {\displaystyle s} verwendet. Die Angabe der Durchschlagfestigkeit erfolgt oft in der Maßeinheit {\displaystyle \mathrm {{kV}/{mm}} }.

## Durchschlagfestigkeit in der Praxis
Die praktisch erzielbare Durchschlagfestigkeit wird wesentlich durch die Feldgestalt beeinflusst. Hierauf haben die Leitergeometrien und Inhomogenitäten im Isolierstoff den größten Einfluss. Darauf beruht auch der Effekt, dass dünne Folien eine wesentlich höhere Durchschlagfestigkeit aufweisen als dicke Barrieren.
Auch eingeschlossene Lufträume haben bei Wechselspannung einen die Dauer-Durchschlagfestigkeit verringernden Effekt. Ursache sind sogenannte Vorentladungen, wodurch die Luft ionisiert wird und der umgebende Isolierstoff auf Dauer durch Ultraviolettstrahlung geschädigt wird.
Isolierstoffe weisen entlang ihrer Oberfläche häufig sogar geringere Isolationsfestigkeiten als die umgebende Luft auf (Kriechstromfestigkeit), was zu Kriech- oder Gleitentladungen führen kann. Eine nicht ausreichend große feste Isolationsbarriere kann daher auch durch ihre Luft- und Kriechstrecken charakterisiert sein, insbesondere wenn eine hohe Durchschlagfestigkeit des Isolierstoffes vorliegt. Es besteht kein Zusammenhang zwischen der Kriechstromfestigkeit und der Durchschlagfestigkeit. Erforderliche Kriechwege sind oft um den Faktor 100 länger als die zur Isolation erforderliche Materialdicke. Einfluss auf die Kriechstromfestigkeit und auch auf die Durchschlagfestigkeit hat das Wasseraufnahmevermögen des Werkstoffes.

## Experimentelle Bestimmung

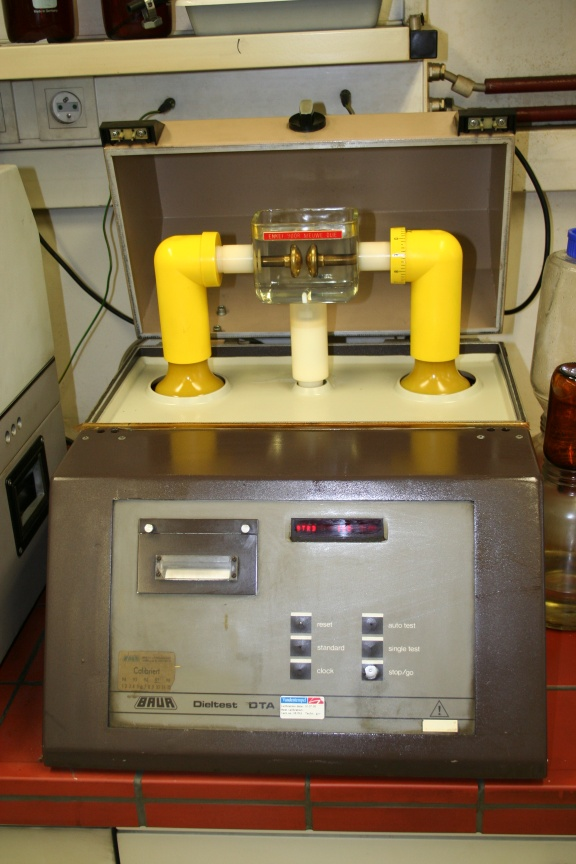
Isolieröl im Durchschlagversuch

Das Verfahren zur Bestimmung der Durchschlagfestigkeit ist in der Normenreihe IEC 60243 definiert. Es legt für die verschiedene Materialklassen und Anwendungsfälle (Teil 1: AC, Teil 2: DC, Teil 3: Impulsspannung) Versuchsbedingungen fest. Geprüft wird üblicherweise eine Serie gleichartiger Probekörper und dann der Median der Einzelwerte angegeben.

## Einflüsse
Die im Durchschlagversuch ermittelten Werte stellen nur Richtwerte dar, da die Durchschlagfestigkeit von weiteren Parametern, wie unter anderem der genauen Zusammensetzung und Reinheit der geprüften Stoffe, Art des elektrischen Stromes, der Zeit der Einwirkung der Spannung (Geschwindigkeit der Zunahme des elektrischen Feldes) sowie der Größe und Form der verwendeten Elektroden abhängt. Wirkt auf den Isolator über längere Zeit eine hohe Feldstärke ein, steigt seine Leitfähigkeit durch Erwärmung und eine Abnahme der Durchschlagfestigkeit ist feststellbar. Bei Gasen wie der Luft und anderen Stoffen hängt sie insbesondere von der Luftfeuchtigkeit sowie vom Luftdruck ab und variiert daher stark je nach Art der vorherrschenden Gase und bei nicht konstanten Bedingungen. Zusätzlich sinkt die Durchschlagfestigkeit mit steigender Temperatur und steigender Frequenz.

### Probendicke
Da es insbesondere bei Gleichspannung zu einer inhomogenen Feldverteilung kommen kann, ist die Durchschlagfestigkeit {\displaystyle E_{\mathrm {d} }} in der Regel dickenabhängig. Experimentell wurde folgender Zusammenhang beobachtet:
{\displaystyle E_{\mathrm {d} }(d)\sim {\frac {1}{\sqrt {d}}}}.
Folglich steigt die Durchschlagspannung {\displaystyle U_{\mathrm {d} }} auch nicht proportional mit der Dicke {\displaystyle d}, sondern folgt dem Verlauf einer Wurzelfunktion:
{\displaystyle U_{\mathrm {d} }(d)\sim {\sqrt {d}}}.
Dünne Folien besitzen somit höhere Durchschlagfestigkeiten als dicke Proben. Bei sehr geringen Dicken erzeugen schon geringe Spannungen, die zur Ionisation nicht ausreichen, höchste Feldstärken. So liegt bei der 5 nm dicken Plasmamembran von Neuronen im Ruhepotential eine Feldstärke von 20 kV/mm vor. Elektroporation (Zusammenbruch der Doppellipidschicht) tritt erst bei Feldstärken im Bereich von 30 bis 70 kV/mm auf.
Bei Hochspannungs-Folienkondensatoren nutzt man dies aus, indem man eine sogenannte innere Reihenschaltung anwendet, bei der das Dielektrikum aus mehreren übereinander angeordneten Isolierstofflagen besteht, die durch nicht kontaktierte Metallschichten voneinander getrennt sind. Dadurch wird die Feldverteilung homogenisiert.

## Experimentelle Werte
| Stoff                                           | Referenzdicke (mm) | Durchschlagfestigkeit (kV/mm)     | Aggregat- zustand |
| ----------------------------------------------- | ------------------ | --------------------------------- | ----------------- |
| trockene Luft (Normaldruck, DC)                 | 1                  | 3                                 | gasförmig         |
| Luft (Annahme lange Schlagweiten)               | 1                  | 0,1                               | gasförmig         |
| Luft effektiv (ohne Spitzenwert)                | 1                  | 0,35                              | gasförmig         |
| Helium (relativ zu Stickstoff)                  | 1                  | 0,15                              | gasförmig         |
| Porzellan                                       | 1                  | 20                                | fest              |
| Hartporzellan                                   | 1                  | 30…35                             | fest              |
| Schwefelhexafluorid                             | 1                  | > 8                               | gasförmig         |
| Glas (Textilglas)                               | 1                  | > 8                               | fest              |
| Emaille                                         | 1                  | 20…30                             | fest              |
| Quarzglas                                       | 1                  | 25…40                             | fest              |
| Borosilikatglas                                 | 1                  | 30                                | fest              |
| Destilliertes Wasser                            | 1                  | 0I65…70                           | flüssig           |
| Aluminiumoxid (rein)                            | 1                  | 17                                | fest              |
| Polycarbonat (PC)                               | 1                  | 30                                | fest              |
| Polyester (glasfaserverstärkt)                  | 1                  | 12…50                             | fest              |
| Polyethylenterephthalat (PET)                   | 1                  | 20…25                             | fest              |
| Polymethylmethacrylat (Acryl-/Plexiglas)        | 1                  | 30                                | fest              |
| Polyoxymethylen (POM, in Trafoöl)               | 1                  | 40                                | fest              |
| FR4 (glasfaserverstärkter Kunststoff)           | 1                  | 13                                | fest              |
| Polypropylen (PP)                               | 1                  | 45                                | fest              |
| Polystyrol (PS)                                 | 1                  | 20…55                             | fest              |
| FR2 (Hartpapier)                                | 1                  | > 5 kurzfristig: 19,7             | fest              |
| Transformatorenöl (sorgfältig getrocknet)       | 1                  | 05…30                             | flüssig           |
| Polyvinylchlorid (PVC)                          | 1                  | 30                                | fest              |
| Polytetrafluorethylen (PTFE)                    | 1                  | 18…105                            | fest              |
| Acrylnitril-Butadien-Styrol-Copolymerisat (ABS) | 1                  | 24…40                             | fest              |
| Polyoxymethylen                                 | 1                  | > 20                              | fest              |
| Neoprene                                        | 1                  | 15,7…26,7                         | fest              |
| Glimmer                                         | 1                  | ≤ 60                              | fest              |
| Hochvakuum                                      | 1                  | 20…40 abhängig von Elektrodenform | –                 |
| Diamant                                         | 1                  | 2000                              | fest              |

### Durchschlagfestigkeit von Luft
Die Durchschlagspannung {\displaystyle U_{\mathrm {d,Luft} }} in der Einheit kV von Luft kann in vielen Fällen für Gleichspannung im Bereich {\textstyle 1\,\mathrm {mm} <s<1\,\mathrm {m} } mit folgender, aus dem Paschen-Gesetz abgeleiteter empirischer Gleichung angenähert werden:
{\displaystyle U_{\mathrm {d,Luft} }\approx 2422\;\mathrm {kV} \cdot {\frac {s}{1\,\mathrm {m} }}{\frac {p}{1{,}013\,\mathrm {bar} }}{\frac {293\,\mathrm {K} }{T}}+60{,}8\,\mathrm {kV} \cdot {\sqrt {{\frac {s}{1\,\mathrm {m} }}{\frac {p}{1{,}013\,\mathrm {bar} }}{\frac {293\,\mathrm {K} }{T}}}}}
Mit dem Luftdruck {\displaystyle p} in der Einheit Bar, der Temperatur {\displaystyle T} in Kelvin und der Schlagweite {\displaystyle s} in Meter.
Voraussetzung ist ein halbwegs homogenes Feld (Kugelelektroden, also keine Feldemission von Elektronen, Homogenitätsgrad > 0,2) sowie die Abwesenheit von ionisierender Strahlung.
Für eine Schlagweite von beispielsweise 0,01 m bzw. 1 cm ergibt sich bei Normaldruck und 293 K bzw. 19,85 °C eine Durchschlagspannung von 30,3 kV, also eine Durchschlagfestigkeit von 3 kV/mm.
Liegt bei einem Luftdruck von 1,013 bar sowie einer Temperatur von 20 °C ein homogenes elektrisches Feld vor, so können für Schlagweiten zwischen 1 und 10 cm überdies folgende Näherungsgleichungen verwendet werden:
{\displaystyle E_{\mathrm {d,Luft} }\approx C_{1}+{\frac {C_{2}}{\sqrt {s}}}}   bzw.   {\displaystyle U_{\mathrm {d,Luft} }=E_{\mathrm {d,Luft} }\cdot s\approx C_{1}\cdot s+C_{2}\cdot {\sqrt {s}}},
mit   {\displaystyle C_{1}=24,36\,{\tfrac {kV}{cm}}}   und   {\displaystyle C_{2}=6,72\,{\tfrac {kV}{\sqrt {cm}}}}.
Bei Luftisolation nennt man den Elektrodenabstand Luftstrecke. Zur sicheren Isolation muss diese hinreichend groß gegenüber dem sich aus der Durchschlagfestigkeit ergebenden Wert sein. Siehe hierzu auch Funkenstrecke.